# Vasile Andru
Vasile Andru (Băhrinești, 1942. május 22. – Bukarest, 2016. október 21.) román író, esszéista. Eredeti neve Vasile Andrucovici.

## Élete
Teodor és Ecaterina Andrucovici mezőgazdászok fiaként született Bukovinában. A középiskolát Szeretvásáron (1956–1958) és Radócban (1958–1960) végezte el. 1960-tól 1965-ig bölcsészettudományi karon, francia-román nyelv szakon tanult tovább a Jászvásári Egyetemen. A szucsávai Ștefan cel Mare líceumban tanári állást kapott, majd a Szucsávai Pedagógiai Intézet asszisztensi állását foglalta el (1967–1974). Antroplógiai dokumentációkat írt Rómában (1989) és Párizsban (1990–1991), tanulmányi ösztöndíjjal többször jár Indiában is. Sok helyen megfordult, köztük az Athosz-hegynél és Tibetben is, melyek megjelentek írásaiban is.
1990-ben az Arhetip című folyóirat főszerkesztője lett. Ez a folyóirat azonban hamarosan megszűnt. Közreműködött a România literară, Luceafărul, Tribuna, Convorbiri literare, Vatra, Viața Românească folyóiratok szerkesztésében. Az újságírói egyetemen tanított is és tagja a Romániai Írók Egyesületének is.
1969-ben debütált a România literară-ba írt cikkeivel. 25 kötetet publikált eddig.

## Művei

### Szépirodalmi alkotásai
- Yutlanda posibilă (1970)
- Mireasa vine cu seara (1973)
- Mirele (1975)
- Arheologia dorințelor (1977)
- Noaptea împăratului, regény (1979)
- O zi spre sfârșitul secolului (1983)
- Turnul (1985)
- Progresia Diana (1987)
- Muntele Calvarului, regény három versszakban (1991)
- Memoria textului (1992)
- Proză, eseuri, interviuri (1995)
- Un univers cu o singură ieșire (1997)
- Păsările cerului (2000) – nemzetközi Balkanika díjat kapott érte
- Cel mai îndepărtat paradis (2001)

### Tudományos alkotásai
- Viață și semn (1989)
- India văzută și nevăzută (1993)
- Terapia destinului (1997)
- Mistici din Carpați (1998)
- Psihoterapie isihastă (2001)
- Istorie și taină la Sfântul Munte Athos (2001)
- Întâlniri cu maeștri și vizionari. Călătorii inițiatice (2001)
- Yaatra. Jurnal în India (2002)
- Isihasmul sau meșteșugul liniștirii (2002)
- Exorcismele (2004)
- Viață și veac (2004)
- Înțelepciune indiană, antológia (2005)

### Antológiái
- Competiția continuă. Generația 80 în texte teoretice (1999)

## Fordítás
- Ez a szócikk részben vagy egészben  a   Vasile Andru című román Wikipédia-szócikk ezen változatának fordításán alapul.  Az eredeti cikk szerkesztőit annak laptörténete sorolja fel. Ez a jelzés csupán a megfogalmazás eredetét és a szerzői jogokat jelzi, nem szolgál a cikkben szereplő információk forrásmegjelöléseként.